# 田辉
田辉（1968年11月—），男，汉族，山东枣庄人。在职研究生学历、经济学博士学位，研究员。1991年6月加入中国共产党。现任吉林大学党委书记（副部长级）。

## 生平
本科就读于北京师范大学地理系地理学专业，研究生就读于北京师范大学资源与环境科学系经济地理专业，北京师范大学经济与资源管理研究院政治经济学专业博士研究生毕业。2001年，在加州大学洛杉矶分校学习。
曾任北京师范大学团委书记、学生处处长，在任上获得“全国优秀共青团干部”荣誉称号。2004年，挂职任北京市海淀区区长助理。2006年，任北京师范大学办公室主任，校友会秘书长。次年，兼任校信息化建设领导小组副组长。2008年7月至2019年1月，任北京师范大学党委副书记；期间，2012年8月至2017年2月，兼任北京师范大学纪委书记；2016年1月至2018年10月，挂职担任中华全国总工会书记处书记。2019年1月，升任中国海洋大学党委书记。2025年3月，任吉林大学党委书记，晋升副部级。